# Парамонова, Мария Яковлевна
Мария Яковлевна Парамонова (11 января 1926 — 8 октября 2017) — передовик советского машиностроения, мастер Харьковского завода транспортного машиностроения имени В. А. Малышева Харьковского совнархоза, Герой Социалистического Труда (1960).

## Биография
Родилась в 1926 году в селе Панфилово Вяземского района Смоленской области, в семье крестьянина.
В 1937 году вся семья переехала в посёлок Май-Губа карельской АССР. Там она завершила обучение в школе. С началом Великой Отечественной войны была эвакуирована в Кировскую область. В 1942 году она окончила школу фабрично-заводского обучения № 17. Трудоустроилась сверловщицей завода имени Куйбышева в городе Кирове.
В феврале 1944 года переехала в Харьков. Трудоустроилась на завод № 183. Работала фрезеровщицей, токарем, шлифовщицей. С 1948 года член ВКП(б)/КПСС.
С 1950 по 1986 годы являлась мастером инструментального цеха завода № 183 — Харьковского завода транспортного машиностроения имени В. А. Малышева Харьковского совнархоза.
Указом Президиума Верховного Совета СССР от 7 марта 1960 года за особые заслуги и высокие производственные достижения в машиностроение, а также в связи с празднованием Международного женского дня Марии Яковлевне Парамоновой было присвоено звание Героя Социалистического Труда с вручением ордена Ленина и медали «Серп и Молот».
С 1986 по 1989 работала контролёром цеха. С 1990 года на пенсии.
Избиралась делегатом XIV и XV съездов профсоюзов СССР. Была депутатом Харьковского областного Совета депутатов.
Проживала в Харькове. Умерла 8 октября 2017 года.

## Награды
За трудовые успехи была удостоена:
- золотая звезда «Серп и Молот» (07.03.1960)
- орден Ленина (07.03.1960)
- Орден Трудового Красного Знамени (28.03.1948)
- Медаль «За трудовую доблесть» (22.07.1946)
- другие медали.
- Персональный пенсионер союзного значения.